# جعفر شرف الدين

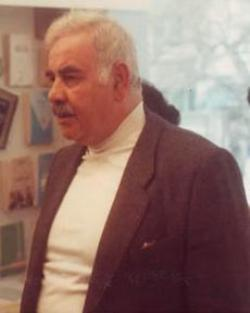
النائب السابق جعفر شرف الدين

جعفر عبد الحسين شرف الدين أديب ، مؤلف وشاعر بالإضافة إلى كونه سياسي ومعلّم ومربي.

## ولادته
ولد في العام 1920 في بلدة شحور في جبل عامل. وهو ابن المرجع الشيعي السيد عبد الحسين شرف الدين. تلقّى دروسه الأولى في مدينة صور وبعدها انتسب (سنة 1942) إلى الكلية الشرعية في بيروت، والتحق بمعهد الآداب الشرقية. درّس في الكلية الجعفرية في صور التي أنشأها والده وتولى إدارتها في العام 1944 وحتى وفاته. أنشأ في سنة 1945 مجلة المعهد وأدارها مدّة من الزمن. سنة 1959 أنشأ السيد جعفر باسم جمعية البر والإحسان أربع عشرة مدرسة ابتدائية مجانية انتشرت في قرى وبلدات المنطقة. إلى العام 1963 حيث أنشأ جمعية إنعاش القرى، حيث نقلت إجازات المدارس من البر والإحسان إلى هذه الجمعية. انتخب نائبا عن المقعد الشيعي في قضاء صور على مدى ثلاث دورات (1960 - 1972)، وكان مقررًا للجنة التربية في البرلمان. عين وزيراً للموارد المائية والكهربائية في عام 1970 بحكومة الرئيس صائب سلام في بداية عهد الرئيس سليمان فرنجية.

## مؤلفاته
1. من هنا نبدأ
2. جبل عامل في لبنان
3. إني أتهم
4. جذور الثورة الإسلامية 1979
5. حرب رمضان حرب الغفران 1973
6. دائرة معارف التراث
7. معجم أدباء المعهد.
8. تحت قبة البرلمان
9. صوت صور
10. لبنان في حكامه وممثليه بين 1860 - 1980
11. أدب الطب
12. الموسوعة القرانية
13. موسوعة المعارف الإسلامية (12 مجلّد)
14. موسوعة المعارف العربية (12 مجلّد)[2]

## وفاته
توفي جعفر شرف الدين في 27 تموز 2001. ودفن في صور.

## وصلات خارجية
ترجمة جعفر شرف الدين في معجم البابطين